# Gō Nagai

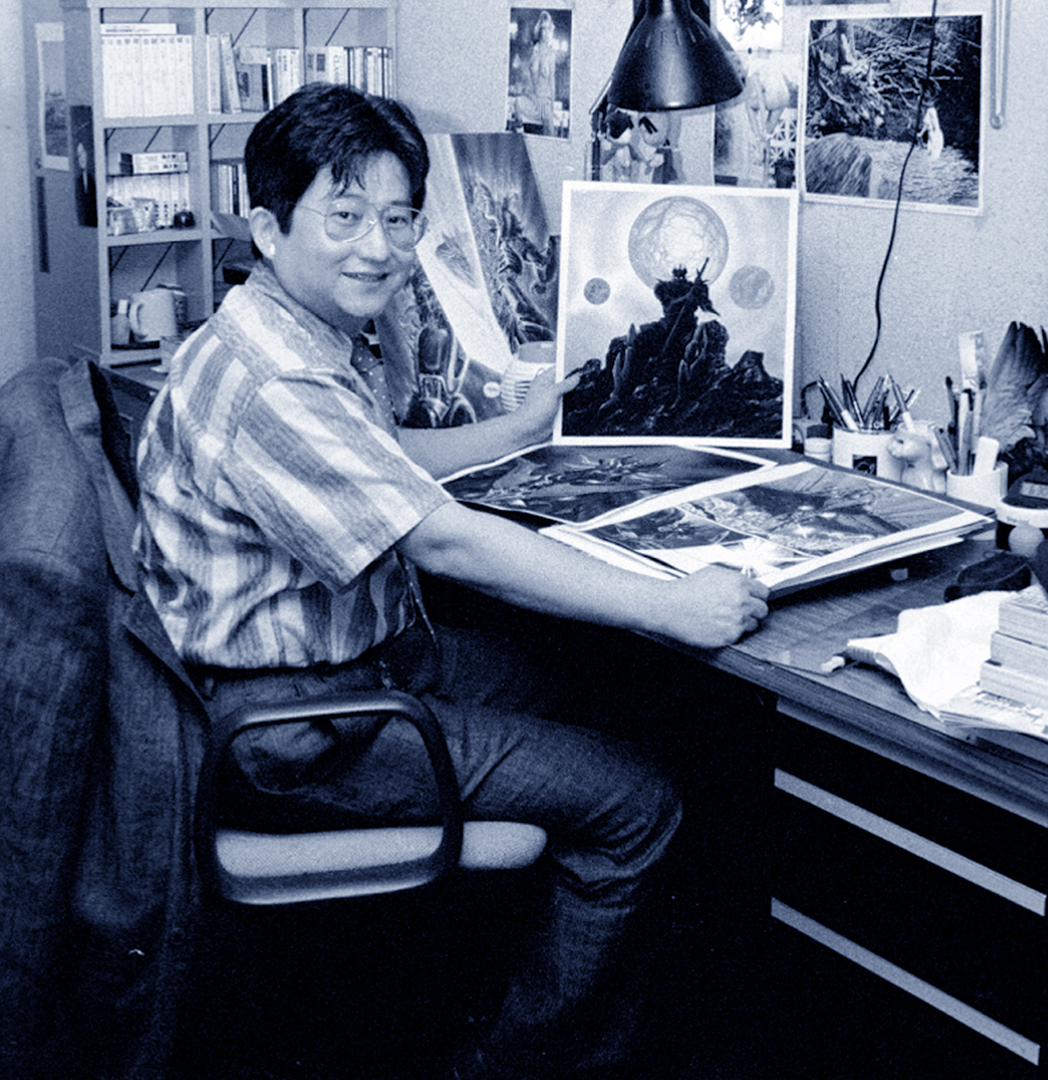
Gō Nagai w swoim studio, Tokio, 1987.

Kiyoshi Nagai (jap. 永井潔 Nagai Kiyoshi; ur. 6 września 1945 w Wajimie), bardziej znany jako Gō Nagai (jap. 永井 豪 Nagai Gō) – japoński mangaka.

## Dzieła
- Magiczne igraszki